# Doyen de Portsmouth

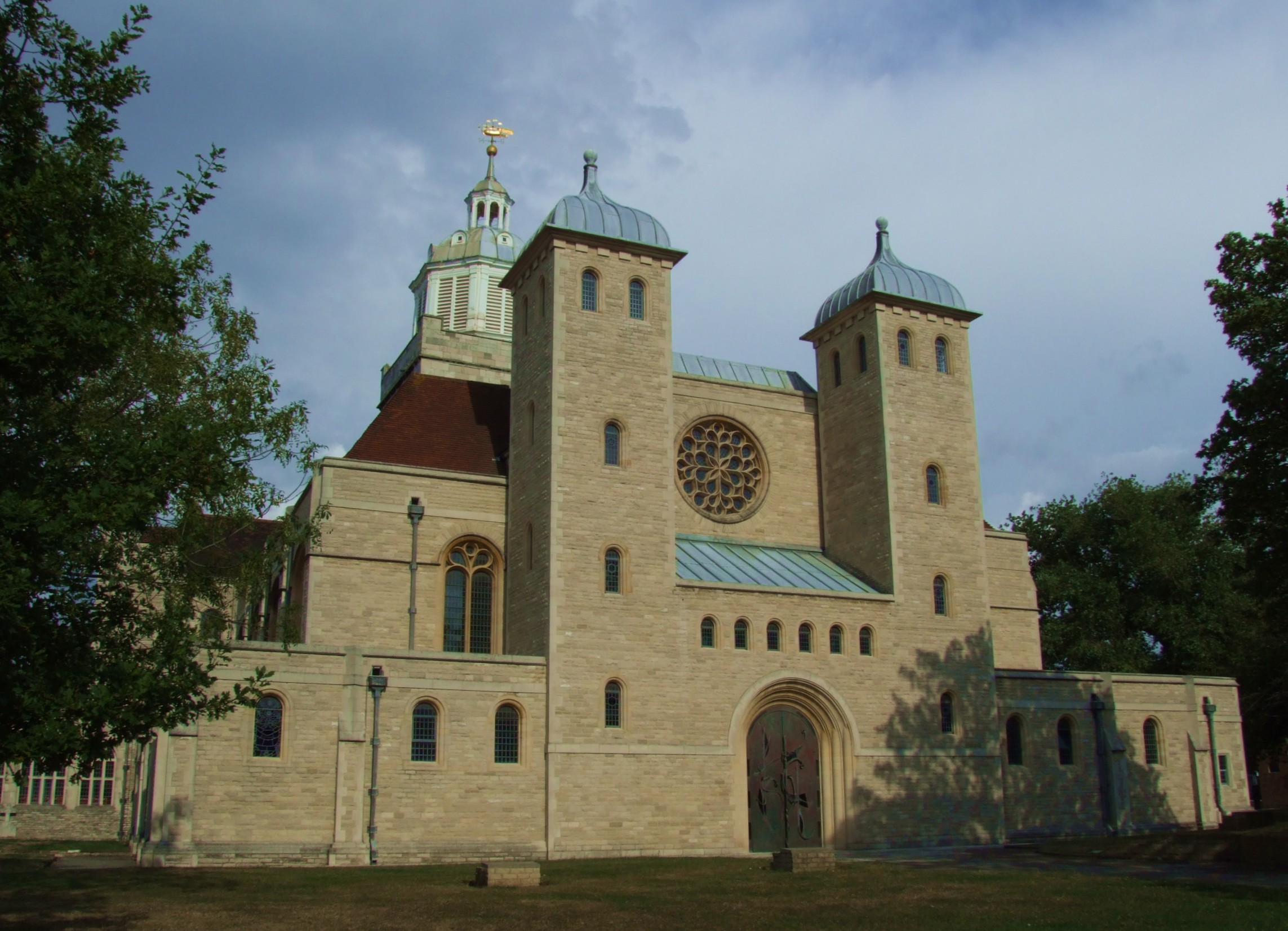
Cathédrale de Portsmouth

Le doyen de Portsmouth (Dean of Portsmouth en anglais) est le président primus inter pares du chapitre de chanoines qui dirige la cathédrale de Portsmouth (Cathedral Church of Saint Thomas of Canterbury). La cathédrale est l'église mère du diocèse anglican de Portsmouth et le siège de l'évêque de Portsmouth. Le doyen actuel est David Brindley.

## Liste des doyens
| - 1927–1930 Bernard Williams - 1930–1938 Thomas Masters - 1939–1972 Eric Porter Goff - 1972–1982 Michael Nott - 1982–1993 David Stancliffe - 1994–1999 Michael Yorke - 2000–2000 William Taylor (devenue Doyen) | - 2000–2002 William Taylor - 2002–présent David Brindley |